# Jan Białkowski
Jan Białkowski (ur. 24 października 1956 w Krzęcinie koło Choszczna) – polski urzędnik i rolnik, w latach 2019–2020 i 2023–2024 zastępca dyrektora generalnego Krajowego Ośrodka Wsparcia Rolnictwa, w 2020 podsekretarz stanu w Ministerstwie Rolnictwa i Rozwoju Wsi.

## Życiorys
Ukończył studia na Wydziale Rolniczym Akademii Rolniczej w Szczecinie. Od 1983 prowadził własne gospodarstwo rolne, działał także w samorządzie zawodowym oraz NSZZ Rolników Indywidualnych „Solidarność”. Uczestniczył również w protestach rolniczych, m.in. w 2014 zorganizował tzw. zielone miasteczko przed Kancelarią Premiera.
Pracował w administracji rolnej, był m.in. wicedyrektorem w Zachodniopomorskim Urzędzie Wojewódzkim, kierownikiem powiatowego biura Agencji Restrukturyzacji i Modernizacji Rolnictwa, dyrektorem Biura Zachodniopomorskiej Izby Rolniczej i od 2016 dyrektorem oddziału terenowego Agencji Nieruchomości Rolnych. Później związany z Krajowym Ośrodkiem Wsparcia Rolnictwa, został dyrektorem oddziału terenowego w Szczecinie, a w kwietniu 2019 – zastępcą dyrektora generalnego.
28 stycznia 2020 został powołany na stanowisko podsekretarza stanu w Ministerstwie Rolnictwa i Rozwoju Wsi, odpowiedzialnego za finanse, gospodarkę ziemią oraz hodowlę i ochronę roślin. W październiku tego samego roku zakończył pełnienie tej funkcji. Następnie był zastępcą dyrektora Narodowego Instytutu Kultury i Dziedzictwa Wsi. 
W kwietniu 2023 ponownie powołany na stanowisko zastępcy dyrektora generalnego KOWR. W styczniu 2024 zakończył pełnienie tej funkcji.

## Odznaczenia
Odznaczony m.in. Złotym Krzyżem Zasługi (2016) i Odznaką honorową „Zasłużony dla Rolnictwa” (2006).